# Eiken Shōji
Pour les articles homonymes, voir Eiken (homonymie) et Shōji.
Eiken Shōji (庄司永建, Shōji Eiken), né à Shinjō dans la préfecture de Yamagata (Japon) le 6 juillet 1923 et mort à Setagaya (Tokyo) le 15 septembre 2015, est un acteur et seiyū japonais.

## Biographie
Eiken Shōji étudie à l'université Sophia.

## Filmographie partielle

### Au cinéma
- 1952 : Les Enfants d'Hiroshima (原爆の子, Gembaku no ko) de Kaneto Shindō
- 1953 : Epitome (縮図, Shukuzu) de Kaneto Shindō
- 1955 : Ôkami
- 1957 : Rajo to kenju
- 1961 : Aitsu to watashi : Onjôji
- 1963 : Kawakkaze yarô tachi : Staff of Furugaki Manufacturing Company
- 1963 : Kôkan nikki : Mr Ôno
- 1963 : Alibi
- 1964 : Teigin jiken: Shikeishû : Kasahara
- 1964 : Ryojin nikki
- 1965 : Nihon retto
- 1990 : Gattubî - Bokura wa kono natsu nekutai wo suru : Numata